# Nirmala Sitharaman
Nirmala Sitharaman (in lingua tamil நிர்மலா சீதாராமன்; Madurai, 18 agosto 1959) è un'economista e politica indiana che dal 2019 è ministro delle finanze e degli affari societari dell'India per il Governo Modi II..
È membro del Rajya Sabha, camera alta del Parlamento dell'India, dal 2014. Sitharaman in passato è stata ministro della Difesa dell'India, diventando così la seconda donna ministro della difesa dell'India e anche la seconda donna ministro delle finanze dopo Indira Gandhi e la prima donna ministro delle finanze a tempo pieno. Ha ricoperto il ruolo di Ministro di Stato per le Finanze e gli Affari Societari presso il Ministero delle Finanze e il Ministro del Commercio e dell'Industria con carica indipendente. In precedenza, è stata portavoce nazionale del Bharatiya Janata Party.
Sitharaman è stata classificata 37ª nell'elenco di Forbes del 2021 tra le 100 donne più potenti del mondo. Fortune ha classificato Nirmala Sitharaman come la donna più potente dell'India.

## Biografia
Nirmala Sitharaman è nata in una famiglia di bramini tamil a Madurai, Tamil Nadu, da Savitri e Narayanan Sitharaman. Ha avuto la sua istruzione da Madras e Tiruchirappalli . Ha conseguito una laurea in economia presso il Seethalakshmi Ramaswami College nel 1980, e un master in economia e M.Phil. dalla Jawaharlal Nehru University, Delhi nel 1984. Si è poi iscritta a un dottorato di ricerca con focus sul commercio indoeuropeo; ma in seguito lasciò questo programma e si trasferì a Londra (quando suo marito ottenne una borsa di studio alla London School of Economics and Political Science) a causa della quale non riuscì a completare la sua laurea.